# Puerto Seguro
Puerto Seguro is een gemeente in de Spaanse provincie Salamanca in de regio Castilië en León met een oppervlakte van 29,38 km². Puerto Seguro telt 64 inwoners (1 januari 2016).

## Demografische ontwikkeling
Bron: INE, 1857-2011: volkstellingen